# 赤道州 (スーダン)
赤道州またはエクアトリア（英語: Equatoria、アラビア語: Al-Istiwa'iyah）は南スーダンの歴史上の地域で、中世から近代まで「スーダン」と呼ばれた地域の東南部に当たる。奴隷貿易禁圧を口実にムハンマド・アリー朝の依頼を受けたサミュエル・ベイカー率いる遠征隊により1869年に征服、1870年に設置された。
1976年以降は一時期復活していた時を除いて行政区画としては存在せず、エクアトリア地方（または赤道地方）という地域名となっている。なお1948年以前は隣接するバハル・アル・ガザール地方を含んでいた。人口377万人（2017年推定）。

## 歴史
スーダン史では1820年代からのちのスーダンの領域がおよそ征服されるまでの時代をムハンマド・アリーがかつてオスマン帝国配下であったことからトゥルキヤと呼ぶ。1874年にはチャールズ・ゴードンが初代総督に任命された。ナイル系民族の形成された地域と考えられてきたが、ナイル系民族と周囲との境界や集団間の関係は曖昧である。1878年にはエミン・パシャが総督となり後のウガンダとなるブニョロの征服を試み西ナイル地方やラドなどを征服したがマフディー戦争の影響も受け孤立した。この時期の赤道州はエジプトの出先機関となった。バハル・アル・ガザールは歴史的に異なる地域であるが、赤道州設置時に征服されていたため領域に含まれたがイギリス＝エジプト領時代の1948年に分離した。分離後の人口は90万人ほどであった（1956年国勢調査）。
第一次スーダン内戦後、1976年に赤道州は東西に分けられ、第二次スーダン内戦の一因ともなった。1991年にかつての赤道州が復活し2人の知事が治めていたが、1994年にスーダンの行政区が26のウィラーヤに再編され、東西赤道州と白ナイル上流部のアラビア語名に因むバハル・エル＝ジャバル州となった。バハル・エル＝ジャバル州は南部スーダン自治政府（現南スーダン政府）によって2005年に中赤道州に改名された。

## 行政区画
ここでは行政区画としての赤道州消滅後、元州域に置かれた行政区画を一覧とした。

### 1976年 - 2015年
1976年に赤道州は東西へ分割。1991年に再統合が行われたが、1994年に3州に再度分割された。また3州には24の郡が設置された。
- 西エクアトリア州（West Equatoria）
- 東エクアトリア州（East Equatoria）
- 中央エクアトリア州（Central Equatoria） - 1994年にバハル・エル＝ジャバル州として設置、2005年に改名。

### 2015年以降
2015年、サルバ・キール・マヤルディ大統領令によって8州に分けられた。2017年にはグブドゥウェ州よりタンブラ州が分離し、9州となった。
- 旧中央エクアトリア州
  - ジュベク州
  - テレケカ州
  - イェイ川州
- 旧東エクアトリア州
  - イマトン州
  - カポエタ州（旧称ナモルニャン州）
- 旧西エクアトリア州
  - アマディ州
  - グブドゥウェ州
    - タンブラ州（2017年設置）

  - マリディ州

## 脚註
1. ↑  栗田禎子 1988, p. 173.
2. ↑  “Republic of South Sudan/States”.   citypopulation (017-06-03). 2018年2月20日閲覧。
3. ↑  “States of Sudan”.   Statoids.com (2015年11月28日). 2018年2月20日閲覧。
4. ↑  “States of the Sudan since 1991”.   worldstatesmen.org. 2018年2月20日閲覧。